# Rutali
Rutali (/ˈrutali/, in corso Rutali /ˈrudali/) è un comune francese di 337 abitanti situato nel dipartimento dell'Alta Corsica nella regione della Corsica.

## Geografia fisica
È collegato a Olmeta di Tuda attraverso il Col de la Vierge.

## Società

### Evoluzione demografica
Abitanti censiti